# De Petersen

De Petersen is een uit Rendsburg afkomstig geslacht waarvan leden sinds 1815 tot de Nederlandse adel behoren en dat in 1914 uitstierf.
De stamreeks begint met Jacob de Petersen (1622-1704) die in 1676 werd verheven tot des H.R.Rijksbaron. Zijn nazaat Isack Ernst de Petersen (1780-1834) werd bij Koninklijk Besluit van 21 augustus 1815 ingelijfd in de Nederlandse adel; met een dochter van hem stierf het geslacht in 1914 uit.